# Flogeken
Flogeken ist ein tief zerfurchter Gletscher im ostantarktischen Königin-Maud-Land. Im Mühlig-Hofmann-Gebirge fließt er zwischen dem Grytøyrfjellet und dem Kliff Langfloget.
Norwegische Kartografen kartierten ihn anhand von Vermessungen und Luftaufnahmen der Dritten Norwegischen Antarktisexpedition (1956–1960). Sein norwegischer Name bedeutet so viel wie „Felswandspeiche“.